# Wilson Constantino Novo Estrela
Wilson Constantino Novo Estrela, noto semplicemente come Wilson (Namibe, 13 marzo 1969), è un ex calciatore angolano, di ruolo difensore.

## Carriera

### Club
Ha trascorso gran parte della carriera nel campionato portoghese.

### Nazionale
Con la Nazionale angolana ha preso parte Coppa d'Africa 1996.